# Jagleh
Jagleh är en ort i Gambia. Den ligger i regionen Central River, i den nordöstra delen av landet, 150 km öster om huvudstaden Banjul. Antalet invånare var 61 vid folkräkningen 2013.